# Понтеландольфо
Понтеландольфо (італ. Pontelandolfo) — муніципалітет в Італії, у регіоні Кампанія,  провінція Беневенто.
Понтеландольфо розташоване на відстані близько 195 км на схід від Рима, 65 км на північний схід від Неаполя, 19 км на північний захід від Беневенто.
Населення — 2181 особа (2014).
Щорічний фестиваль відбувається 13 червня. Покровитель — Sant'Antonio da Padova.

## Демографія
Населення за роками:

Станом на 1 січня 2023 року в муніципалітеті офіційно проживав 71 іноземець з 14 країн, серед них 31 громадянин країн Євросоюзу та 1 громадянин України.

## Сусідні муніципалітети
- Камполаттаро
- Казальдуні
- Черрето-Санніта
- Франьєто-Монфорте
- Морконе
- Сан-Лупо